# Salacia klainei
Salacia klainei är en benvedsväxtart som beskrevs av Pierre och Rudolf Wilczek. Salacia klainei ingår i släktet Salacia och familjen Celastraceae. Inga underarter finns listade.